# Vanthilt on tour
Vanthilt on tour was een praatprogramma op de Vlaamse televisiezender Eén waarmee Marcel Vanthilt in de zomer van 2013 doorheen Vlaanderen reisde. In het programma ontving hij, in een grote circustent, gasten. Het programma is de opvolger van Villa Vanthilt, dat liep van juni 2009 tot augustus 2012. Het liep één seizoen, waarna het werd opgevolgd door Hotel M.
Net als zijn voorganger werd het decor van het programma genomineerd voor de PromaxBDA Europe Awards in de categorie "Best Set Design".

## Steden
| Stad           | Eerste uitzending | Laatste uitzending |
| -------------- | ----------------- | ------------------ |
| Deinze         | 3 juni 2013       | 6 juni 2013        |
| Ronse          | 9 juni 2013       | 13 juni 2013       |
| De Haan        | 16 juni 2013      | 20 juni 2013       |
| Maasmechelen   | 23 juni 2013      | 27 juni 2013       |
| Genk           | 22 juli 2013      | 25 juli 2013       |
| Zeebrugge      | 28 juli 2013      | 1 augustus 2013    |
| Veurne         | 4 augustus 2013   | 8 augustus 2013    |
| Breda (NL)     | 11 augustus 2013  | 15 augustus 2013   |
| De Panne       | 18 augustus 2013  | 22 augustus 2013   |
| Geraardsbergen | 25 augustus 2013  | 1 september 2013   |